# جزئی‌گرایی اخلاقی
جزئی‌گرایی اخلاقی (به انگلیسی: Moral particularism) نظریه‌ای در اخلاق هنجاری است که در تضاد با این ایده قرار می‌گیرد که اعمال اخلاقی را می‌توان با به‌کارگیری اصول اخلاقی جهان‌شمول تعیین کرد. این نظریه بیان می‌کند که هیچ مجموعه‌ای از اصول اخلاقی وجود ندارد که بتوان آن را در هر موقعیتی به‌کار برد، و این ایده را به ایده‌ای جذاب برای ماهیت علّی موقعیت‌های چالش‌برانگیز اخلاقی تبدیل می‌کند. گفته می‌شود که قضاوت‌های اخلاقی توسط عوامل مرتبط با در نظر گرفتن یک زمینه خاص تعیین می‌شوند. برای مثال یک جزئی‌گرای اخلاقی استدلال می‌کند که تا زمانی که تمام حقایق اخلاقی مرتبط شناخته نشوند، نمی‌توان قتل را از نظر اخلاقی نادرست دانست. اگرچه این دیدگاه در تضاد کامل با دیگر نظریه‌های برجسته اخلاقی، مانند وظیفه‌گرایی، پیامدگرایی و اخلاق فضیلت‌محور قرار دارد، اما راه خود را به حوزه حقوق باز می‌کند، برای مثال با ایده قتل موجه. در این مورد، حقایق اخلاقی مرتبط به جای اصل، مبتنی بر زمینه هستند. منتقدان استدلال می‌کنند که حتی در این مورد، این اصل همچنان بر عمل درست اخلاقی تأثیر می‌گذارد.

## تاریخچه
اصطلاح «جزئی‌گرایی» برای اشاره به این موضع توسط ریچارد مروین هیر در سال ۱۹۶۳ ابداع شد (آزادی و خرد، آکسفورد: کلارندون، ص. ۱۸). در فلسفه، این اصطلاح عمدتاً برای اشاره به جانب‌داری از منافع شخصی به‌کار می‌رود؛ که به این معنی است که اخلاق جهان‌شمول نیست.

## دیدگاه‌ها
در چارچوب جزئی‌گرایی اخلاقی سنتی، قویاً اعتقاد بر این است که اندیشه اخلاقی ساختار متمایزی ندارد. برخی از اقتباس‌های افراطی‌تر از این نظریه شامل رد کامل اصول اخلاقی نظریه‌پردازی‌شده می‌شود، زیرا تصور می‌شود که در مورد عادیِ مفروضِ استفاده از این اصول توسط یک فرد نسبتاً حساس به اخلاق، این اصول غیرضروری هستند. اعتقاد بر این است که استفاده از اصول مذکور خلاف مؤثر بودن است، زیرا جزئی‌گرایان اخلاقی به موضوعِ موردِ فرضیِ عادی ایمان دارند تا هر مجموعه اخلاقی را که برای آن موقعیت خاص ضروری می‌دانند، اجرا کند.
جاناتان دنسی استدلال کرده است که موارد، چه خیالی و چه غیرخیالی، شامل عناصری هستند که می‌توانیم از آن‌ها ایده‌های اخلاقی خاصی را استنباط کنیم.

## نقد

### عقلانیت
یکی از ویژگی‌های کلیدی عقلانیت این است که عامل عقلانی مجموعه‌ای منسجم از باورها را حفظ می‌کند. از نظر اخلاقی این بدان معناست که اصول اخلاقی درونی عامل نمی‌توانند در تضاد باشند و باید در هر موردی اعمال شوند. جزئی‌گرایی این را رد می‌کند که یک ویژگی خاص از یک مسئله اخلاقی بتواند لزوماً در تمام مواردی که آن ویژگی رخ می‌دهد به یک اصل اخلاقی خاص استناد کند، بنابراین عقلانیت را رد می‌کند. در پاسخ، فرد جزئی‌نگر ممکن است بگوید که سازگاری شرطی است که برای جلوگیری از داشتن مجموعه‌ای از باورها که نمی‌توانند هم‌زمان صادق باشند، در نظر گرفته شده است. برای مثال باور به این‌که درد مضر است، حیوانات سزاوار آسیب نیستند، و حیوانات سزاوار درد هستند، از نظر عقلی ناسازگار خواهد بود. اگر این تنها راه معنادار برای بررسی سازگاری باشد، پس ارزیابی متفاوت آن در مورد دلایل اخلاقی نادرست خواهد بود.
ایرادات مربوط به عقلانیت، دیدگاه جزئی‌گرایان در مورد معرفت اخلاقی را نیز زیر سؤال می‌برد. وقتی یک کودک خودخواه با موقعیتی مواجه می‌شود که در آن به او یاد داده می‌شود برای سخاوت ارزش قائل شود، یک فرد اخلاق‌گرای این را به عنوان کسب دانش اخلاقی توسط کودک برای به‌کارگیری آن در آینده تشخیص می‌دهد. جزئی‌گرایی این را رد می‌کند و استدلال می‌کند که اعمال را می‌توان با نوعی ادراک حسی توجیه کرد. عامل به جای استنتاج مجاز بودن از اصول اخلاقی کلی، یاد می‌گیرد که ویژگی‌های اخلاقی برجسته یک موقعیت را به شیوه‌ای خاص ببیند.